# Marta Aberturas
Marta Aberturas Rubio (Gijón, 5 luglio 1974) è un'ex ginnasta spagnola, campionessa del mondo in modalità a squadre (Atene 1991) e vincitrice di numerose altre medaglie con la squadra nazionale di ginnastica ritmica spagnola.
La generazione di ginnaste di cui faceva parte è nota con lo pseudonimo Primeras Chicas de Oro.

## Biografia sportiva

### Inizi
Marta Aberturas è nata a Gijón nel 1974, ma si è trasferita a Saragozza nel 1981. Ha iniziato a praticare ginnastica ritmica presso il Club Escuela de Gimnasia Rítmica de Zaragoza . Nell'agosto 1988, fu convocata da Emilia Boneva per unirsi alla squadra nazionale di ginnastica ritmica in Spagna, in cui entrò a far parte fino al 1991.

### Tappa nella squadra nazionale

#### 1988 - 1989: arrivo nella squadra e Coppa del Mondo a Sarajevo

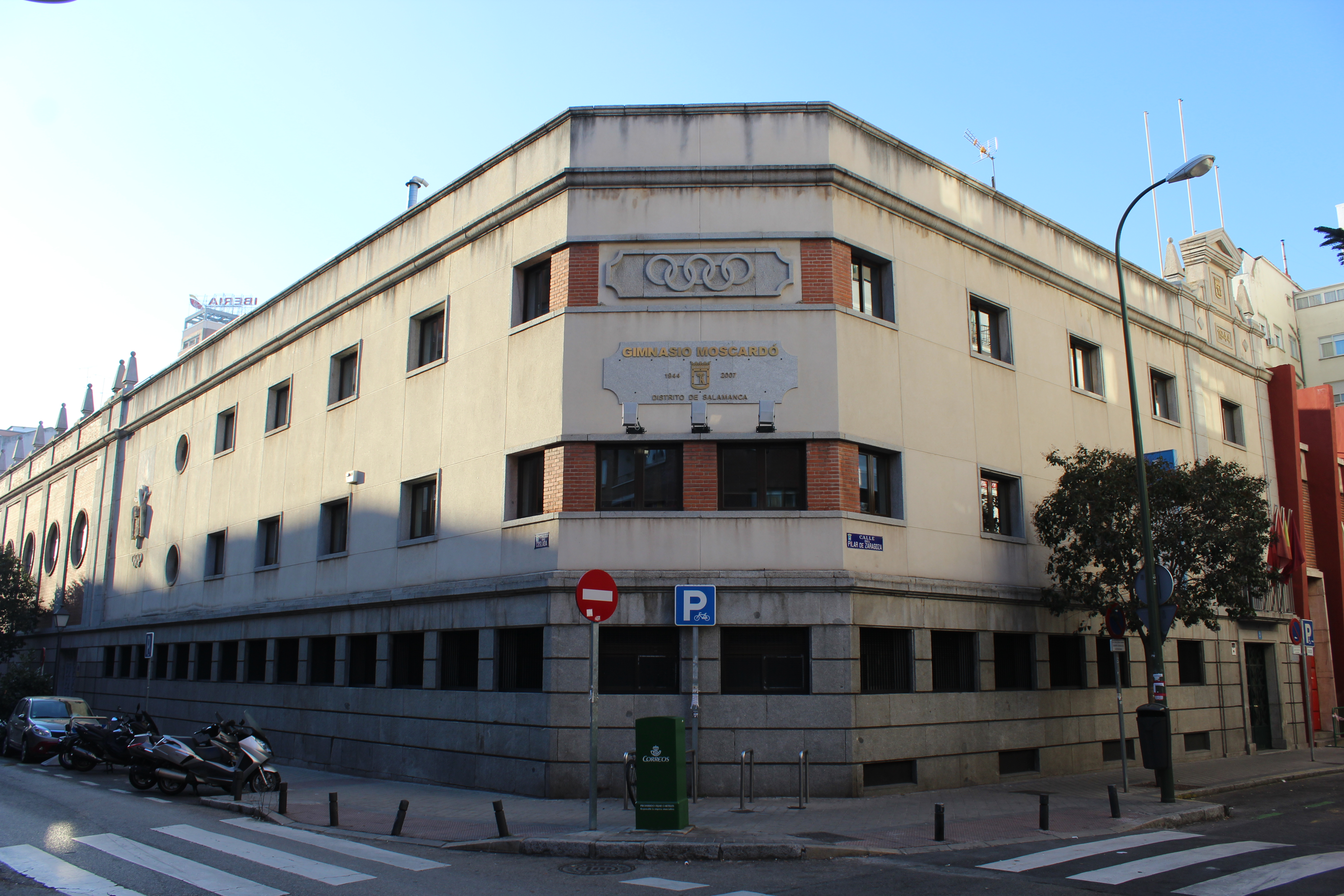
La palestra Moscardó, nel quartiere di Salamanca (Madrid), è stata luogo di allenamento per la squadra nazionale di ginnastica ritmica fino al 1997.

Durante il periodo in cui era membro della squadra, si allenava circa 8 ore al giorno presso la palestra Moscardó di Madrid, sotto la guida di Emilia Boneva e Ana Roncero, che dal 1982 erano rispettivamente selezionatrice nazionale ed allenatrice della squadra nazionale, convivendo con tutti i membri del team in una casa a La Moraleja. In quel periodo era una ginnasta sostitutiva della squadra nella maggior parte delle competizioni, anche se era stata titolare in alcune esibizioni in varie città spagnole durante i pre-stagione e in tornei internazionali come quello di Karlsruhe.
Nel 1989 ha conquistato 3 argenti nel torneo DTB-Pokal Karlsruhe. Poco dopo, da ginnasta sostitutiva, ha vinto 3 medaglie di bronzo ai Campionati del mondo di Sarajevo, conquistando il podio sia nella competizione generale che nelle finali di 12 squadre con 3 anelli e 3 nastri. Riconoscimenti ottenuti insieme a Beatriz Barral, Lorea Elso, Bito Fuster, Arancha Marty, Mari Carmen Moreno, Vanesa Muñiz e Nuria Arias in sostituzione . Nel dicembre del 1989, sempre in qualità di sostituta, vince il bronzo nella competizione generale della Wacoal Cup (Giappone).

#### 1990: europeo a Goteborg
Nell'aprile 1990, ha partecipato come titolare ad un'esibizione in squadra in occasione dell'inaugurazione del Pabellón Príncipe Felipe di Saragozza. Ancora una volta da sostituta, è stata convocata al Campionato europeo di Goteborg, in cui ha vinto la medaglia di bronzo sia nella competizione generale sia in 3 palle e 3 corde e sia la medaglia d'argento in 12 squadre . Nella finale della Coppa del Mondo, svoltasi quell'anno a Bruxelles, ha ottenuto 3 medaglie di bronzo, una per ogni finale, ottenute insieme a Beatriz Barral, Lorea Elso, Bito Fuster, Montse Martín, Arancha Marty, Vanesa Muñiz, Gemma Royo. Anche Débora Alonso e Cristina Chapuli facevano parte della squadra, ma quell'anno non furono convocate alle competizioni. Nel torneo di Coppa Wacoal a Tokyo, tenutosi a novembre, hanno ottenuto l'argento .

#### 1991: titolo mondiale ad Atene
Nel 1991, i due esercizi nel set erano quello a 6 nastri e quello a 3 palle e 3 corde. Il primo aveva il brano "Tango Jalousie", composta da Jacob Gade, mentre per il secondo usarono il brano "Campanas", di Víctor Bombi . Per la coreografia dell'esercizio a 6 nastri ci fu l'aiuto di Javier Castillo «Poty», allora ballerino del Ballet Nacional, sebbene il coreografo abituale della squadra fosse il bulgaro Georgi Neykov . Prima della Coppa del Mondo, hanno ottenuto l'oro nel torneo di Karlsruhe (superando URSS e Bulgaria) e 3 bronzi nel Gymnastic Masters di Stoccarda, entrambi in Germania . 

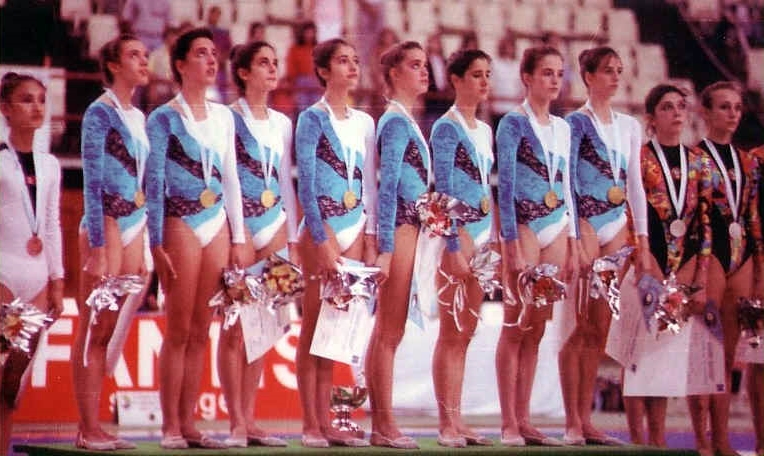
Marta (seconda a sinistra) insieme alla sua squadra con l'oro nel Mondiale di Atene (1991).

Durante tutto il 1991 è stata ginnasta sostituta nella squadra. Il 12 ottobre di quell'anno, la squadra spagnola è riuscita a conquistare la medaglia d'oro nel concorso generale dei Campionati mondiali di ginnastica ritmica sportiva 1991. Questo trionfo è riconosciuto come storico, poiché fu la prima volta che la Spagna venne proclamata campionessa mondiale di ginnastica ritmica. Nella prima giornata del concorso generale avevano raggiunto un punteggio di 19,500 nell'esercizio delle 3 palle e le 3 corde, mentre in quella successiva, con l'esecuzione dell'esercizio con i 6 nastri, avevano ottenuto un punteggio pari a 19,350 (9,90 in composizione e 9,45 in esecuzione). Con un risultato finale totale di 38,850 punti, la squadra spagnola è riuscita a superare nella competizione generale l'URSS per 50 millesimi, lasciando alla Corea del Nord il terzo posto. Il giorno dopo, ottennero inoltre 2 medaglie d'argento nelle due finali per attrezzi, una per i 6 nastri, e una per 3 palle e 3 corde, anche se, come nel resto della competizione, Marta fu ginnasta sostituta in entrambi gli esercizi. Queste medaglie sono state conseguite da Marta con Débora Alonso, Lorea Elso, Bito Fuster, Isabel Gómez, Montse Martín, Gemma Royo e Cristina Chapuli come altra supplente . Tali medaglie furono annunciate dalla giornalista Paloma del Fiume su La 2 di TVE . Dopo questo successo, verso la fine del 1991 fecero un tour per la Svizzera.

### Addio alla ginnastica
Si ritirò nel 1991, dopo i Campionati mondiali di ginnastica ritmica sportiva 1991. Nel 1992 le venne conferita la Medaglia al Merito Sportivo dalla Diputación General de Aragóninsieme alla sua ex-compagna di squadra Gemma Royo . Il 16 dicembre 2017, Aberturas si riunì insieme alle altre ex-ginnaste della squadra nazionale per omaggiare Ana Roncero . Il 16 novembre 2019, in occasione del decesso di Emilia Boneva, 70 ex-ginnaste nazionali, tra cui Marta, si riunirono sul tappeto per renderle omaggio durante l'Euskalgym. L'evento ebbe luogo davanti a 8.500 assistenti nel Bilbao Exhibition Centre di Baracaldo ed è stato seguito da una cena in suo onore .

## Retaggio e influenza
La squadra nazionale di ginnastica ritmica del 1991 ha ottenuto nel Mondiale di Atene il primo titolo mondiale per la ritmica spagnola, riuscendo per la prima volta ad imporsi un paese occidentale sui paesi dell'Est in questa disciplina. Fu oltretutto la prima squadra femminile spagnola ad essere proclamata campionessa del mondo in uno sport mediatico . Sono stati realizzati libri che parlano di questa pietra miliare della storia della ginnastica ritmica come "Ginnastica rítmica sportiva: aspetti e evoluzione" (1995) di Aurora Fernández della Valle, Enredando nella memoria (2015) di Colomba del Fiume o Pinceladas di rítmica (2017) di Montse e Manel Martín.

## Premi e riconoscimenti
- - Medaglia al Mérito Gimnástico, consegnata dalla Real Federación Española de Gimnasia (1991)
  - Medalla per il Merito Sportivo, consegnata dalla Diputación General de Aragón (1992)[18]

## Filmografia

### Programmi televisivi
| Programas de televisión | Programas de televisión | Programas de televisión | Programas de televisión |
| ----------------------- | ----------------------- | ----------------------- | ----------------------- |
| 1990                    | Camarada Boneva         | La 2 di TVE             | Reportage               |
| 1991                    | De tú a tú              | Antena 3                | Ospite con la squadra   |
| 1991                    | Tele 5 ¿dígame?         | Telecinco               | Ospite con la squadra   |
| 1991                    | VIP Tarde               | Telecinco               | Ospite con la squadra   |